# Redżepica
Redżepica (bułg. Реджепица) – szczyt pasma górskiego Riła, w Bułgarii, o wysokości 2678 m n.p.m.